# Centre Europeu pels Drets Humans i Constitucionals
El Centre Europeu pels Drets Humans i Constitucionals (en anglès: European Center for Constitutional and Human Rights, ECCHR) és una organització no governamental independent i sense ànim de lucre que té l'objectiu de fer complir els drets humans per mitjans legals. Mitjançant el litigi estratègic, intenta responsabilitzar els actors estatals i no estatals de les violacions de drets humans. Va ser fundada l'any 2007 per Wolfgang Kaleck juntament amb un grup d'advocats a fi d'ajudar a protegir els drets garantits per la Declaració Universal dels Drets Humans, així com en altres declaracions de drets humans i constitucions nacionals, per via jurídica. L'ECCHR participa en litigis, utilitzant el dret europeu, internacional i nacional per ajudar a protegir els drets humans.

## Labor
L'ECDH treballa casos que il·lustren i evidencien problemes legals i socials, reconeixent que les violacions dels drets humans es cometen en contextos concrets amb la finalitat d'assolir determinats objectius financers, socials, militars o polítics. L'ECDH sovint influeix en els debats sobre aquestes qüestions des d'una perspectiva crítica del poder polític.
L'ECCHR també investiga i ajuda a coordinar les estratègies de desenvolupament de l'advocacia legal al voltant dels casos judicials. L'organització treballa dins d'una xarxa d'organitzacions d'advocacia associades i persones afectades per violacions concretes dels drets humans. El treball de l'ECDH se centra en les àrees següents:

### Delictes internacionals i responsabilitat
El Programa Internacional de Crims i Responsabilitat té com a objectiu garantir que les infraccions greus del dret internacional, com ara crims de guerra, tortura i altres crims contra la humanitat, siguin processades i els autors portats davant la justícia. L'ECDH centra el seu treball en els països i temes següents:
- Crims de guerra i crims contra la humanitat perpetrats per exemple a Síria,[5] Sri Lanka, Colòmbia[6] i Argentina
- Greus violacions dels drets humans comeses en el curs de la guerra contra el terrorisme pels EUA,[7] el Regne Unit[8] i els seus aliats a Guantánamo,[9] l'Iraq i l'Afganistan, així com mitjançant atacs amb drons[10]
- Greus violacions dels drets humans, inclosa la tortura i la violència sexual al Iemen,[11] Colòmbia, Síria i el Congo[12]
- Tractament dels crims de les dictadures a Argentina i Xile (Colonia Dignidad)[13]
- Responsabilitat de l'OTAN i l'ONU a Sèrbia i l'Afganistan

### Fet migratori
El programa Migració de l'ECCHR advoca per la protecció i els drets fonamentals dels refugiats i desafia les polítiques d'asil a Europa mitjançant un treball de casos estratègics. Les àrees d'atenció inclouen:
- Polítiques d'asil, refugiats i migració de la UE[14]
- Devolucions en calent a les fronteres exteriors de la UE[15]

### Corporacions i drets humans
El programa d'Empreses i Drets Humans estudia tres àmbits principals: activitats empresarials transnacionals en règims autoritaris i zones de conflicte, condicions laborals en la cadena de subministrament global i activitats empresarials que afecten els drets econòmics i socials. Les àrees d'atenció inclouen:
- Cooperació d'empreses amb règims i parts en conflicte i la seva relació amb les violacions dels drets humans[17][18]
- Condicions laborals inhumanes en la cadena de subministrament mundial a les indústries agroalimentàries i tèxtils: Pakistan, Xina, Bangladesh i Qatar[19]
- Accés a la terra i als mitjans de vida: Zimbàbue i Perú[20]

### Institut d'Intervenció Jurídica
A l'Institut d'Intervenció Jurídica, l'ECDH se centra en les perspectives crítiques del dret, especialment pel que fa a les dinàmiques de poder. Combinant la teoria i la pràctica del dret i mitjançant l'intercanvi amb institucions de recerca i universitats, però també mitjançant la col·laboració amb activistes i artistes d'arreu del món, l'ECCHR pretén contribuir als debats polítics, legals i socials sobre les relacions de poder injustes i la justícia social. Al nucli d'aquest treball es troba la comprensió del dret com a expressió de les relacions de poder social i, per tant, un instrument d'hegemonia, però també el reconeixement del potencial emancipador del dret.
La formació jurídica crítica de l'ECCHR ofereix als participants una plataforma per a la teoria i la pràctica del dret internacional dels drets humans. Té com a objectiu desenvolupar i aprofundir en una anàlisi crítica de les qüestions contemporànies del dret i la societat. Des del 2008, més de 400 advocats de drets humans de més de 40 països han estat formats per l'organització.
L'ECCHR organitza conferències i altres esdeveniments públics, fa difusió als mitjans de comunicació i publica informes i comunicacions per a informar la societat sobre greus violacions dels drets humans a tot el món.